# 브라이언 쇼 (농구 선수)

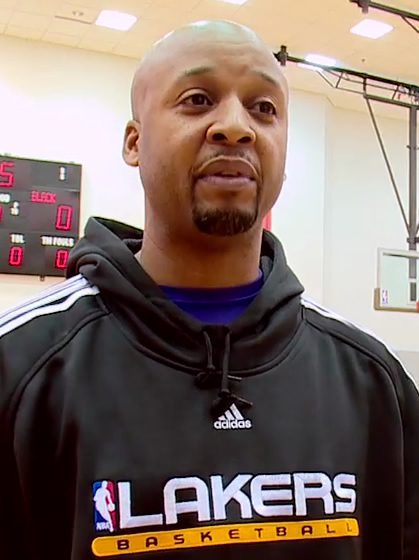

브라이언 쇼(Brian Shaw, 본명: 브라이언 키스 쇼, Brian Keith Shaw, 1966년 3월 22일 ~ )는 미국 프로 농구 코치이자 NBA(전미 농구 협회)의 로스앤젤레스 클리퍼스(Los Angeles Clippers)의 보조 코치였던 전 선수이다.가드 포지션을 모두 맡았지만 NBA에서 14시즌 동안 주로 포인트 가드로 기용되었다. 로스앤젤레스 레이커스에서 뛰면서 NBA 챔피언십을 3번이나 우승했다.

## 대학 경력
쇼는 1학년과 2학년 동안 캘리포니아 세인트 메리 칼리지(St. Mary's College of California)에 다녔으며, 3학년과 4학년 시즌에는 UC 산타바바라로 편입했다. 4학년 때 가우초스를 최초의 NCAA 토너먼트 진출로 이끌면서 PCAA(Pacific Coast Athletic Association) 올해의 선수로 선정되었다.